# ريتشارد غرانت
ريتشارد غرانت (بالإنجليزية: Richard Grant)‏ (5 يونيو 1984 في المملكة المتحدة - ) هو لاعب كريكت بريطاني. لعب مع نادي مقاطعة غلاموركن للكريكت ‏.

## وصلات خارجية
- ريتشارد غرانت على موقع إي آس بي آن كريك إنفو (الإنجليزية)